# فورست غامب
فورست غامب (بالإنجليزية: Forrest Gump)‏ هو فيلم تراجيكوميديا أمريكيٌ إنتاج عام 1994 وهو مأخوذ من روايةٍ حملت نفس الاسم للكاتب ونستون جروم عام 1. الفيلم من إخراج روبرت زيميكس ولعب دور البطولة كلٌ من توم هانكس، وروبين رايت، وغاري سينيز وسالي فيلد. تحكي القصة عن عدة عقودٍ من حياة فورست غامب؛ وهو شخصٌ بطيء الفهم ذو قوّةٍ بدنيةٍ مميزةٍ، من ولاية ألاباما، عاش وتأثر ببعض الأحداث الجليّة التي حدثت في النصف الأخير من القرن العشرين في الولايات المتحدة، تحديداً في فترة نشأته من 1944 إلى 1982. تختلف أحداث الفيلم كثيراً عن الأحداث التي تقوم عليها رواية ونستون جرووم، بما فيها شخصية غامب والعديد من الأحداث التي صُوِّرَت.
صوّر الفيلم في أواخر عام 1993، وكان المكان الرئيسيّ للتصوير في ولاية جورجيا، وولاية كارولينا الشمالية، وكارولينا الجنوبية. استخدمت التأثيرات البصريّة على نطاقٍ واسعٍ لدمج بطل الفيلم في لقطاتٍ أرشفيّةٍ ولتطوير العديد من المشاهد. استخُدمت كذلك موسيقى تصويريّةٍ شاملةٍ في الفيلم، بهدف تحديد الفترات الزمنية التي تظهر على الشاشة. الإصدار التجاريُّ جعل منها الموسيقى التصويرية الأكثر مبيعاً، وبيع أكثر من اثني عشر مليون نسخةٍ في جميع أنحاء العالم.
صدر الفيلم في الولايات المتحدة في 6 يوليو 1994، ونجح تجارياً بأن أصبح من الأفلام الأكثر حصدًا للإيرادات الصادرة في ذلك العام في أمريكا الشمالية، وأصبح كذلك أول نجاحٍ كبيرٍ لباراماونت بيكتشرز منذ بيع الاستوديو لشركة فياكوم في وقتٍ سابقٍ من العام. حصد الفيلم إيراداتٍ فاقت 677 مليون دولار أمريكي في جميع أنحاء العالم خلال عرضه بصالات السينما. يحتل الفيلم المركز الثالث عشر في قائمة موقع قاعدة بيانات الأفلام على الإنترنت لأفضل الأفلام في التاريخ بتقييم 8.8 حسب آراء ما يُقارب المليون مستخدم في الموقع. في عام 1995، فاز الفيلم في حفل توزيع جوائز الأوسكار السابع والستون بجوائز أفضل فيلمٍ وأفضل مخرجٍ لروبرت زيميكس، وأفضل ممثلٍ لتوم هانكس، وأفضل سيناريو، وأفضل مؤثراتٍ بصريةٍ وأفضل مونتاج فيلم. حصل أيضاً على جوائزٍ وترشيحاتٍ أخرى متعددةٍ، بما في ذلك جوائز غولدن غلوب، وجوائز بيبول تشويس وجائزة الفنان الصغير وغيرها. منذ إطلاق الفيلم، صيغت تأويلٌ متفاوتةٌ عن بطل الفيلم ورمزيّة الفيلم السياسيّة. في عام 1996، افتُتح مطعمٌ أطلق عليه «شركة جمبري بوبا غامب» مأخوذاً من الفيلم، ومنذ ذلك الحين توسع وافتتح مواقعًا عديدةً في جميع أنحاء العالم. في الغالب يشير مشهد ركض غامب حول أمريكا، عندما يحاول الأشخاص الواقعيين الإنجاز. في عام 2011، تم اختيار الفيلم من قِبل مكتبة الكونجرس لحفظه في سجلات الأفلام الوطنية للولايات المتحدة كونه «ثقافياً، وتاريخيّاً أو ذا مغزىً جميلاً».

## القصة
يبدأ المشهد الأول بريشة تتطاير في السماء. وتسقط في النهاية بجوار قدم فورست جامب (توم هانكس)، المنتظر باستراحة محطة الحافلات. بينما هو في انتظار الحافلة رقم "9"، يقوم فورست بسرد قصة حياته للغرباء الجالسين بجواره في انتظار حافلاتِهم. ويبدأ روايته لقصة حياته بعام 1954 مع دعامات الساق التي كان عليه ارتدائها وهو صغيرٌ، والتي بسببها لاقى معاملةً قاسيةً من الأطفال الآخرين. عاش فورست مع والدته (سالي فيلد)، التي كان لها دورٌ كبيرٌ في تنشئته، وتأثيرٌ عميقٌ على أفكاره، فكانت لها تعبيراتٌ خاصةٌ في توضيح الأمور له. كانت والدته تدير منزلها الكبير، الملئ بالغرف الفارغة، التي تؤجرها للغرباء والمسافرين، من أجل الحصول على المال. يُعَلِّم فورست أحد النزلاء، وهو الشاب إلفيس بريسلي (بيتر دوبسون)، رقصة الهيب المتأرجحة. يلتقي فورست في يومه الأول في المدرسة أثناء ركوبه الحافلة بجيني (روبين رايت)، ويقع في حبها على الفور، وتصبح صديقته المفضلة. في أحد الأيام أثناء هربه من بعض المتنمرين، اكتشف فورست أن بإمكانه الركض بسرعةٍ عاليةٍ، على الرغم من ذكائه الأقل من المتوسط، فقد حصل على منحةٍ مقدمةٍ من بير برايانت للدراسة في جامعة ألاباما عام 1962. أثناء وجوده في الكلية، شهد وقفة جورج والاس على باب مبنى المدرسة، وحصل على لقب (All-America) لكرة القدم الأمريكية الجامعية التي تقدمها الرابطة الوطنية لرياضة الجامعات، والتقى أيضًا بالرئيس جون كينيدي.
انضم فورست إلى الخدمة العسكرية بجيش الولايات المتحدة بعد تخرجه، وكوّن صداقةً مع بوفورد بنيامين بلو «بوبا» (مايكلتي ويليامسون)، واتفقا على الخوض في الأعمال التجارية للجمبري معاً بعد انتهاء خدمتهم العسكرية. لاحقاً، يتم إرسالهم إلى فيتنام للمشاركة في الحرب، وأثناء قيامهم بدورية، يُنصب كمينٌ للفصيل. ينجح فورست في إنقاذ أربعةٍ من جنود الفصيل، بما في ذلك قائد الفصيل الملازم الأول دان تايلور (غاري سينيز)، ولكن بوبا يموت بعد أن أصيب بطلقٍ ناريٍّ في صدره. أُصيب فورست أيضًا في تلك الحادثة، وحصل نتيجةً ذلك على ميدالية الشرف من الرئيس ليندون جونسون. أثناء تعافيه من إصاباته في المستشفى، يلتقي فورست مرةً أخرى بدان تايلور، الذي قُطعت كلتا ساقيه بفعل إصابته، ويصب دان جام غضبه على فورست لأنه لم يتركه ليموت في المعركة حاله كحال أجداده وتركه «مُقعدًا».
في المستشفى، يكتشف فورست قدرته على لعب تنس الطاولة، ويبدأ لعبها ضمن فريق الجيش الأمريكي، لينتهي به الأمر أخيراً إلى اللعب في الصين ضد الفريق الصينيّ في جولة النوايا الحسنة. بعد عودته من الصين منتصرًا، يظهر فورست في برنامج ديك كافيت إلى جانب جون لينون، ويصف تجربته في الصين بقدر ما يستطيع مُلهمًا جون لينون لكتابة أغنيته الناجحة تخيّل التي صدرت عام 1971. لاحقًا، يذهب فورست مرةً أخرى إلى البيت الأبيض ليلتقي الرئيس ريتشارد نيكسون الذي يقدم له غرفةً في فندق ووترغيت، حيث ساعد فورست دون قصد في كشف فضيحة ووترغيت. يلتقي فورست مرةً أخرىً بالملازم دان تايلور، الذي أصبح مُعاقرًا للخمر، ويعيش على إعانة الرعاية الاجتماعية. يستهزئ دان بخُطط فورست لدخول تجارة الجمبري ويَعده ساخرًا بأن يكون معاونًا له إذا نجح في خططه.
بعد سقوط سايغون تم إعفاء فورست من الجيش. واستخدم المال الذي ربحه من لعبه لتنس الطاولة من أجل شراء قاربٍ لصيد الجمبري عام 1975، وفاءً بوعده أثناء فترة الحرب لبوبا. قرر فورست تسمية قاربه «جيني»، الذي وصفه بأنه «أكثر الأسماء جمالاً في العالم». وفي الملازم دان بوعده وانضم لفورست كمساعدٍ له. تعثر بهم الحظ في البداية، ولكن بعد إعصار كارمن الذي دمر كل قوارب الجمبري الأخرى في المنطقة، لاقت شركة «جمبري بوبا غامب» نجاحاً كبيراً لعدم وجود منافسين. وفي أثناء احتفالهم بعيد الغطاس خلال الإعصار، شكر دان أخيراً فورست لإنقاذ حياته. يعود فورست إلى المنزل لرعاية أمه المريضة، والتي يموت بعد ذلك بقليلٍ. يترك فورست الشركة في أيدي دان، الذي يستثمر ثرواتهم في أسهم «شركة فاكهة» شركة أبل، مما يجعلها من أصحاب الملايين.
تعود جيني لزيارة فورست وتبقى معه. يطلب منها فورست أن تتزوجه، لكنها ترفض وتغادر في وقت مبكر صباح أحد الأيام بعد أن مارسا الجنس سوياً. مضطرباً، قرر فورست أن يخرج ليركض قليلاً، الأمر الذي يتحول إلى ماراثون لمدة ثلاث سنوات من الساحل إلى الساحل (1976-1979). أصبح فورست من المشاهير وجذب العديد من الأتباع. خلال فترة ركضه، ألهم فورست العديد من أصحاب المشاريع الذين وبعد فشل حققوا نجاحاتٍ كبيرةٍ. في يوم من أيام ركضه توقف فجأةً وعاد إلى منزله. تلقى رسالة من جيني تطلب فيها مقابلته، الأمر الذي أتى به إلى محطة الحافلات حيث بدأ يحكي قصته. عندما لم شمله مع جيني، يكتشف فورست أن لديهم ابناً صغيراً، وقد أسمته جيني بفورست (هالي جويل أوزمنت). تعاني جيني من فيروس غير معروف. وتطلب منه الزواج بها ويوافق. عادا إلى ولاية ألاباما مع فورست الابن وتزوجا. كان دان تايلور من ضمن الحاضرين لحفل الزفاف، الذي أصبح أكثر سعادة وألطف، لأنه كان قادراً على المشي بفضل ساقيه الاصطناعية، وقد ارتبط بأحد النساء. ماتت جيني في 22 مارس، 1982. في نهاية الفيلم، ينتظر فورست مع ابنه الحافلة لتقله إلى المدرسة في يومه الدراسي الأول. بينما كانت الحافلة تغادر، جلس فورست على جذع الشجرة الذي جلست عليه والدته في يومه الأول للدراسة، ويشاهد الريشة تخرج من الكتاب وتطير مع الرياح.

## الممثلين
|                                                        |  |  |
| توم هانكس (يسار) وغاري سينيز في موقع التصوير عام 1993. |  |  |

- توم هانكس بدور فورست غامب: بالرغم من سنه المبكر إلا أنه كان ذا مستوى ذكاءٍ أقل من المتوسط بنسبة 75، ولديه شخصيةٌ محبوبةٌ وإخلاصٌ لأحبائه وواجباته الأمر الذي يضعه حالاتٍ عدةٍ تغيّر مسار حياته. ويصادف العديد من الشخصيات والأحداث التاريخية طيلة حياته. اُختيِر في الأصل جون ترافولتا لتأدية هذا الدور، إلاّ أنه اعترف بأن عدم قبوله به كان غلطةً.[9] قُدّر أيضاً لبيل موري لعب هذا الدور.[10] أوضح هانكس بأنه وافق على الدور بعد ساعة ونصف من قراءة النص.[11] كما أراد في البداية أن يقلل من لهجة فورست الجنوبية، لكن في النهاية أقنعه المخرج روبرت زيميكس كي يستخدم اللهجة الثقيلة البارزة في الرواية.[11] قَبِل هانكس الدور بشرط أن يكون الفيلم دقيقاً تاريخياً. أدّى مايكل كونر همفريز دور فورست وهو طفل. كشف هانكس في عدة مقابلاتٍ أنه بعد سماع اللكنة الفريدة لمايكل أدمجها في لهجة الشخصية الأكبر. وينستين جروم، الذي كتب الرواية الأصلية، وصف الفيلم بأنه خلّص الشخصية من «نواقصها»، وأنه تصوّر أن يقوم جون غودمان بتأديتها.
- روبين رايت بدور جيني كوران غامب: صديقة طفولة فورست، الذين وقعا بسرعة في الحب معاً، ولم يفارق حبها قلبه طوال حياته. دخلت جيني حياته في أوقات مختلفة في شبابها. واكبت جيني في مسار مختلف عن فورست، يقود حياتها تدمير ذاتي وأصبحت جزءاً من حركة الهيبيز عام 1960 وثقافة المخدرات 1970 /1980. وتصبح في نهاية المطاف نادلة في مقهي بسافانا، جورجيا. تعيش في شقة مع ابنها (فورست الأبن)، تزوجا في نهاية المطاف، ولكن سرعان ما تمرض جيني وتموت في النهاية من مرض غير محدد. أدت هانا روز هول دور جيني في صغرها.
- غاري سينيز بدور الملازم الأول دان تايلور: قائد الفصيلة التي خدم فيها فورست وبوبا أثناء حرب فيتنام، مات جميع أجداده في كل حرب من الحروب الأمريكية. بعد أن فقد قدميه وأنقذه فورست بالرغم من معارضته، في البداية كان يشعر ببعض الكره تجاه فورست وأصبح يائس جداً. وعمل في النهاية كمساعد في شركة بوبا جامب شرمب، يصدر معظم الأوامر. بنهاية الفيلم، خطب فتاة للزواج بها وحصل على أقدام مصنوعة من التيتانيوم وعاد للسير مرة أخرى.[12]
- هالي جويل أوزمنت بدور فورست غامب الابن: ابن فورست وجيني. اُختير أوزمنت لأداء الدور بعد أن شاهده مدير اختيار الممثلين في إعلان تجاري لبيتزا هت.[13]
- سام أندرسون بدور مدير المدرسة هانكوك: مدير المدرسة الابتدائية التي درس بها فورست والذي رفض قبول فورست في مدرسته لانخفاض مستوى ذكائه . الا ان ام فورست استطاعت إقناعه بطريقتها .

## الإِنتاج

### النص السينمائي
تستند أحداث الفيلم إلي رواية وينستون غروم التي كتبها عام 1986. الشخصية المحورية في كلايهما كانت فورست جامب. لكن بشكل آخر، لا يركز سوي على الفصول الأحد عشر الأولى من الرواية، قبل تخطي قدماً إلى نهاية الرواية مع تأسيس شركة بوبا غامب الروبيان. ومقابلته مع فورست الابن، زِيادَة على ذَلِكَ فقد تخطي بعض الأجزاء من الرواية، والفيلم يضيف عدة جوانب في الحياة غامب التي لا تحدث في الرواية، مثل الحاجة لدعامات الساق عندما كان طفلا وركضه حول الولايات المتحدة .
اختلف جوهر شخصية غامب في الفلم عن الرواية؛ من بين الأشياء التي لم يظهرها الفيلم موهبته الذهنية كما في الرواية، فبينما كان يلعب كرة القدم في الجامعة، أَخْفَقَ تدريباته واحترافه، لكنه تلقي درجات مثالية في صف الفيزياء، سجله المدرب في فريق الجامعة لتلبية متطلبات دراسته الجامعية. كما تضمنت الرواية جامب بأنه أصبح رائد فضاء ومصارع محترف ولاعب شطرنج.
عُرض علي اثنين من المخرجين قبل روبرت زيميكس الفرصة لإخراج الفيلم. رفض تيري غيليام العرض لإخراج الفيلم. ألحق باري سونينفيلدلإخراج الفيلم لكنه تركه وتوجه لإخراج فيلم «قيم عائلة آدم».

### التصوير
بدأ التصوير في أغسطس 1993 وانتهى في ديسمبر من نفس العام. مَعَ كَونِ معظم أحدث الفيلم تدور في ولاية ألاباما، تم التصوير بشكل أساسي في بوفورت بولاية كارولينا الجنوبية، وكذلك مناطق من ساحل فرجينيا وكارولينا الشمالية، بما في ذلك مشهد الركض علي طريق بلو ريدج الرئيسي المشجر. تم تصوير مشاهد قلب المدينة التجاري في مدينة جرين بو الخيالية التي أحدثت من أجل الفيلم في فارن فيلي بولاية كارولينا الجنوبية. تم تصوير مشهد الذي يركض فيه خلال فيتنام أثناء القصف في جزيرة فريب، بولاية كارولينا الجنوبية. تم تصوير مشاهد إضافية ببناية بيلتمور في آشفيل، كارولينا الشمالية وعلى طول طريق مرتفعات الأزرق بالقرب من بون، كارولينا الشمالية. المكان الأبرز كان جبل الجد حيث سمي جزء من الطريق «منعطف فورست غامب». تم بناء المنزل الأسري لغامب على طول نهر كومبا بالقرب يماسي، ولاية كارولينا الجنوبية، واستخدمت الأراضي القريبة في تصوير بعض مشاهد فيتنام. زرُع ما يفوق العشرين نخلة صغيرة لتحسين مشاهد فيتنام. روى فورست غامب قصة حياته في ساحة شبوا في سافانا، جورجيا بينما كان جالس علي مقاعد انتظار الحافلات. تم تصويرها مشاهد أخرى وحول منطقة سافانا، بما في ذلك المشهد الذي كان يركض فيه على جسر هوليهان (بورت وينتورث، جورجيا) أثناء ما كان يجُري معه مقابلة صحفية، وعلى شارع الخليج الغربي في سافانا. معظم مشاهد الحرم الجامعي صورت في لوس انجلوس في جامعة جنوب كاليفورنيا. المنارة التي ركض خلالها فورست ليصل إلى المحيط الأطلسي للمرة الأولى هي منارة مارشال في ميناء كلايد، ولاية ماين.

### المؤثرات البصرية

غامب مع الرئيس جون كينيدي. استخدمت مجموعة متنوعة من التأثيرات البصرية لدمج توم هانكس في لقطات أرشيفه مع مختلف الشخصيات والأحداث التاريخية.

كين رالستون وفريقه من أندستري لايت أند ماجيك كانوا المسؤولين عن المؤثرات البصرية في الفيلم. باستخدام تقنية التصوير المنتج بالحاسوب، كان من الممكن إدخال فورست في العديد من المشاهد مع شخصيات متوفيه ويصافح يدهم. كان في البداية يصور هانكس على شاشة زرقاء توضع عليها علامات حتي يتسني له إدخال اللقطات الأرشيفة. لتسجيل الأصوات من الشخصيات التاريخية، تم توظيف محاكيين أصوات، واستخدمت المؤثرات الخاصة لتغيير حركات الفم لتناسب الحوار الجديد. استخدامت لقطات أرشيفية وبمساعدة تقنيات مثل فلتر الكروما، وتشويه الصورة، التحول، وتتبع اللقطات، تم دمج هانكس فيها.
في مشهد حرب فيتنام، حمل جامب بوبا من هجوم نابالم. لخلق تأثير، واستخدمت حيلة الجهات الفاعلة في البداية لأغراض التركيب. مؤدي الحركات الخطيرة استخدموا في البداية لأغراض عديدة. تم تصوير هانكس وويليامسون، فكان ويليامسون مدعوم بكابل في بينما كان هانكس يركض وهو يحمله. تم تصوير الانفجار وأضيف الممثلين رقميا ليظهروا فقط في جبهة الانفجارات. وكذلك أضيفت الطائرات المقاتلة وقنابل النابالم بواسطة الحاسوب.
استخدم الحاسوب في حذف ساق الممثل غاري سينيز، بعد أن بترت ساق الشخصية التي كان يقوم بأدائها، وتحقق ذلك من خلال لف ساقيه بنسيج أزرق، التي سهلت لاحقا عمل فريق «روتو بِنت» لطلاء لإخراج ساقيه من كل إطار. كان يستخدم ساقيه ليدعمانه في أثناء رفع نفسه للجلوس علي الكرسي المتحرك.
تطلب المشهدالذي يقابل فيه فورست جيني في مسيرة السلام في نصب لنكولن التذكاري والبركة المنعكسة في واشنطن العاصمة تأثيرات بصرية لخلق حشد كبير من الناس. تطلبت يومين من التصوير، واستخدم ما يقرب من 1,500 إضافة. في مشاهد الحشد، كان يدفع بالكمبارس وينظمون ويتحركون ضمن ربع دائرة بعيداً عن الكاميرا. مع مساعدة من أجهزة الكمبيوتر، تضاعفت خلق حشود من مئات الآلاف من الناس.

## الإصدارات المنزلية
في 27 أبريل 1995، أُصدر فيلم فورست غامب على أشرطة في إتش إس، وعلى قُرصين ليزريين في 28 أبريل 1995 (إضافةً إلى فيلمٍ خاصٍ سُمّي «عبر أعين فورست»). لاحقًا، أُصدر قُرصي دي في دي للفيلم في 28 أغسطس عام 2001. الفيلم الخاص يتضمّن تعليقاتٍ للمخرج والمُنتج، وتجارب أداء الممثلين لاختيارهم لأداء الأدوار. أُصدر الفيلم على قرص بلو راي في نوفمبر 2009.

## الجوائز والترشيحات
فاز الفيلم في حفل توزيع جوائز الأوسكار السابع والستين بجائزة الأوسكار لأفضل فيلم، وأفضل ممثل نالها توم هانكس، وأفضل مخرج، وأفضل تأثيرات بصرية، وأفضل كتابة وأفضل مونتاج. كما رُشح الفيلم لسبع جوائز جولدن غلوب حاز على ثلاثة منها: أفضل ممثل في فيلم دراما وأفضل مخرج وأفضل ممثل في فيلم دراما. ورُشح أيضًا لست جوائز زحل حاز منها على اثنتين: أفضل فيلم فانتازيا وأفضل ممثل مساعد.

## وصلات خارجية
- فورست غامب على موقع IMDb (الإنجليزية)
- فورست غامب على موقع ميتاكريتيك (الإنجليزية)
- فورست غامب على موقع الموسوعة البريطانية (الإنجليزية)
- فورست غامب على موقع روتن توميتوز (الإنجليزية)
- فورست غامب على موقع نتفليكس (الإنجليزية)
- فورست غامب على موقع قاعدة بيانات الأفلام العربية
- فورست غامب على موقع ألو سيني (الفرنسية)
- فورست غامب على موقع Turner Classic Movies (الإنجليزية)
- فورست غامب على موقع أول موفي (الإنجليزية)
- فورست غامب على موقع بوكس أوفيس موجو (الإنجليزية)